# Małe Chełmy
Małe Chełmy (kaszub. Môłé Chełmë, niem. Klein Chelm, dawniej Cholmiey Maliey) – wieś kaszubska w Polsce położona w województwie pomorskim, w powiecie chojnickim, w gminie Brusy w pobliżu Zaborskiego Parku Krajobrazowego.
W latach 1954–1961 wieś należała i była siedzibą władz gromady Małe Chełmy, po jej zniesieniu w gromadzie Brusy-Południe. W latach 1975–1998 miejscowość administracyjnie należała do województwa bydgoskiego.

## KJ Calimero w Małych Chełmach
W 1992 r. z inicjatywy R. Burakowskiego na obszarze kilkudziesięciu hektarów w Małych Chełmach założono ośrodek jeździecki, oraz w pełni wyposażoną stajnię. Ośrodek  docelowo otrzymał  nazwę "KJ Calimero". Od 2002 roku prowadzony jest przez syna nestora rodu R. P. Burakowskiego - Marcina (wychowanka Ulricha Kirchhoffa - wielokrotnego medalisty i olimpijczyka).
Miejscowa stajnia w początkowej swej historii  mieściła 21 boksów, solarium koni sportowych, oraz obszerną siodlarnię. W okresie późniejszym wybudowano również krytą ujeżdżalnię o wymiarach parkuru 20 x 40 m, W ośrodku odbywały się zawody jeździeckie, a zawodnicy wywodzący się z tego klubu wielokrotnie odnosili sukcesy na arenie międzynarodowej (finały Mistrzostw Świata w Lanaken w Belgii).
Wszystkie inwestycje realizowano w celu hodowli i treningu możliwie jak najlepszych koni sportowych startujących w skokach przez przeszkody. W tym celu rodzina Burakowskich sprowadziła z Niemiec kilkanaście ogierów i klaczy rasy holsztyńskiej uważanej za najbardziej predestynowaną do tej dyscypliny sportowej.
Na terenie ośrodka jeździeckiego wybudowano również kapliczkę, w której to umieszczono między innymi rzeźbę św Marcina autorstwa Czesława Birra, która to była w wystroju ołtarza projektu Mariana Kołodzieja wybudowanego na sopockim hipodromie podczas pielgrzymki papieża Jana Pawła II do ojczyzny w 1999 roku.

### Zawodnicy i trenerzy
- Tomasz Miśkiewicz - zawodnik[8]
- Marcin Burakowski - trener

### Konie
- Blue Gray[9]
- Bella Belissima[10]
- Bella Donna 106[11]
- Versailles du Bust[12]

## Galeria zdjęć: Małe Chełmy i Klub Jeździecki Calimero

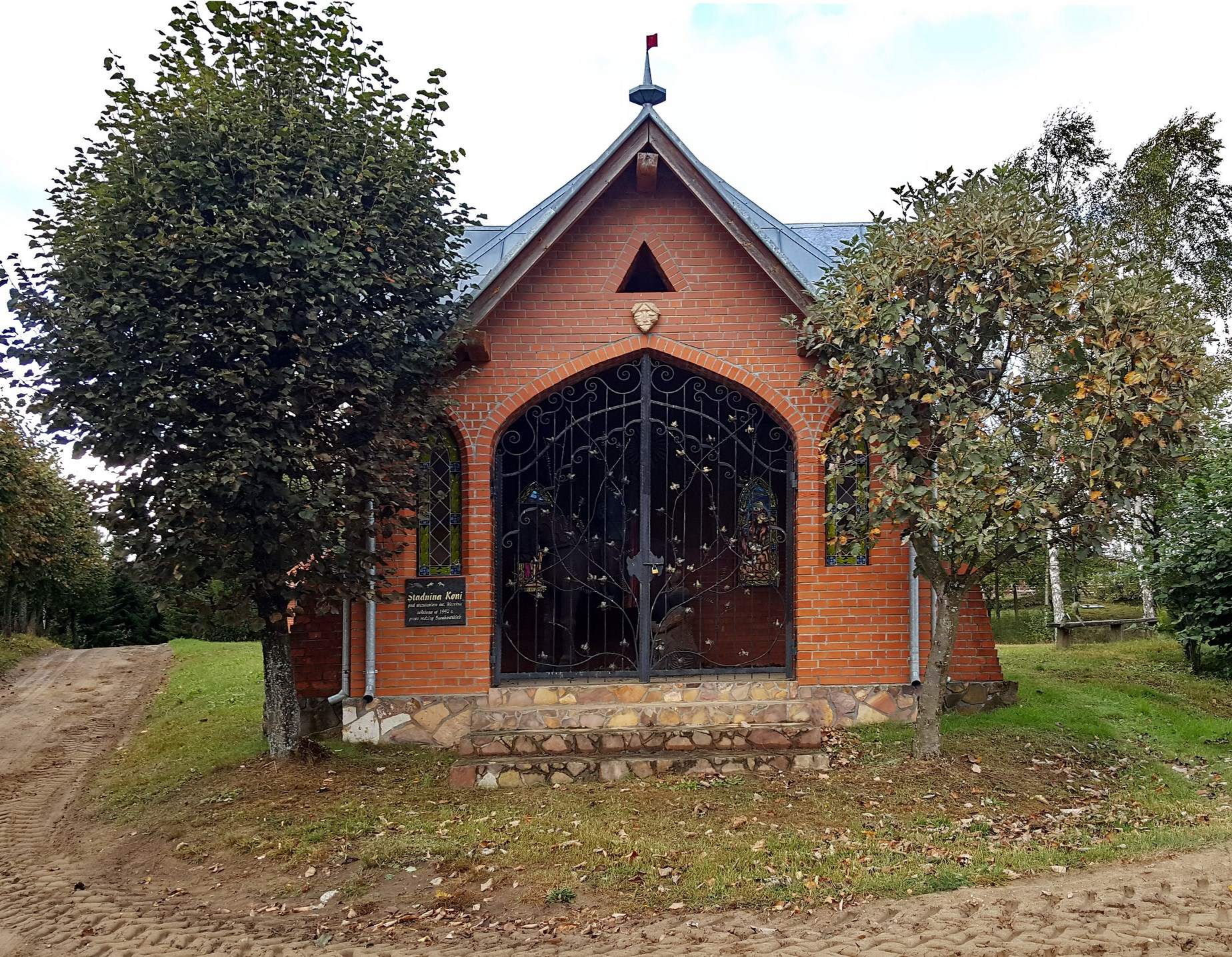
Kapliczka św Marcina w Małych Chełmach (KJ Calimero)
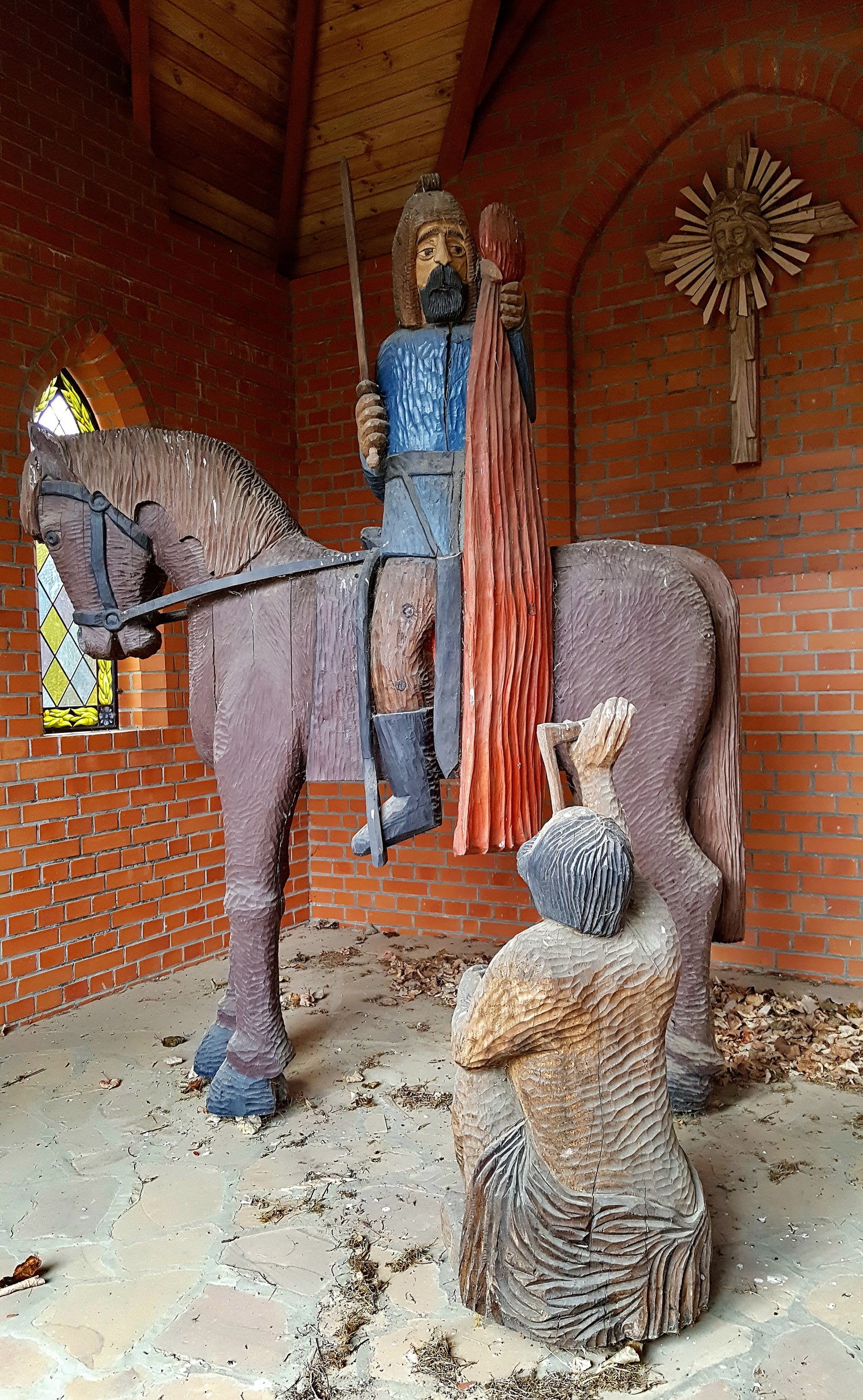
Rzeźba św. Marcina z kapliczki w Małych Chełmach (autorstwa Cz. Birra)
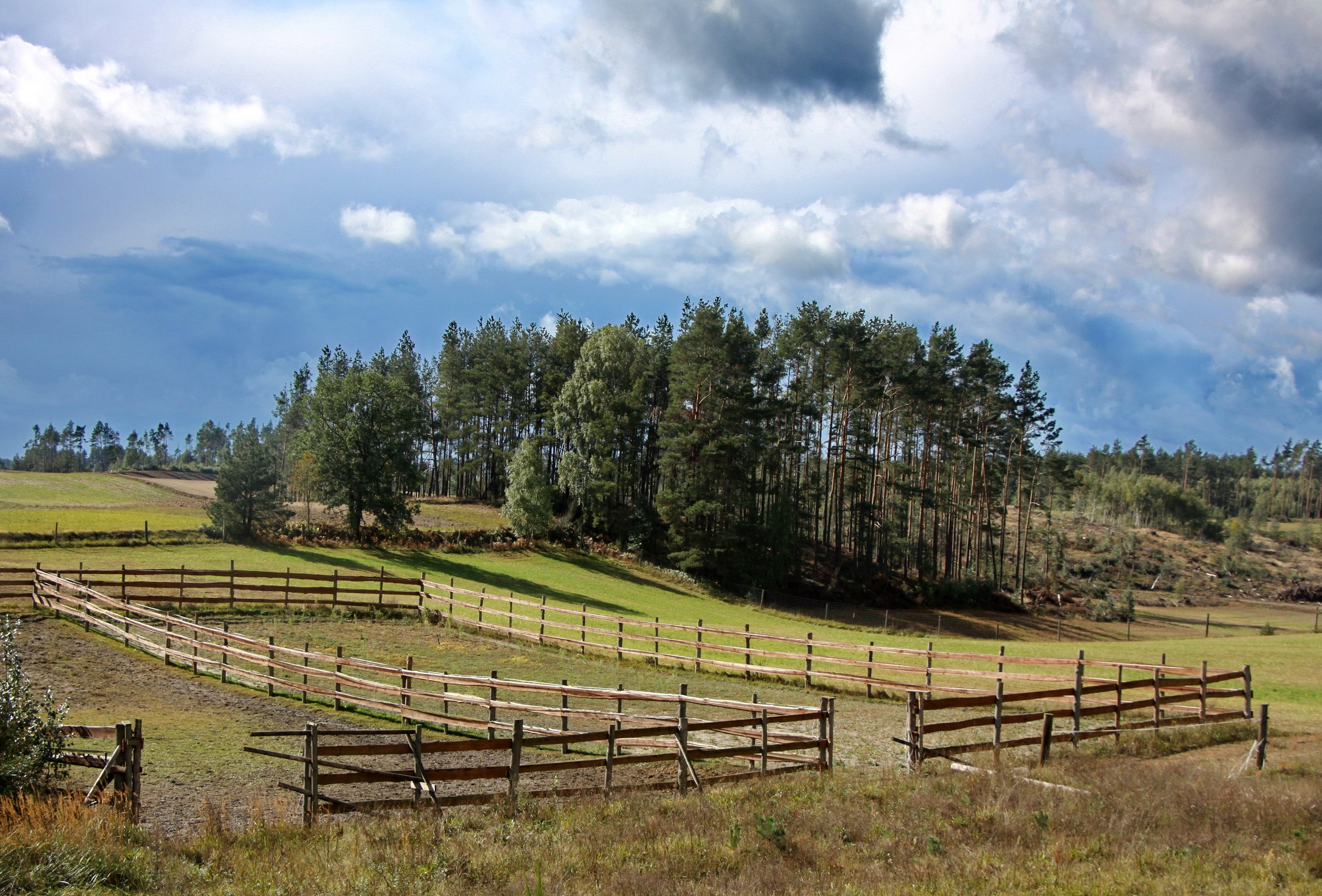
Małe Chełmy widok z KJ Calimero
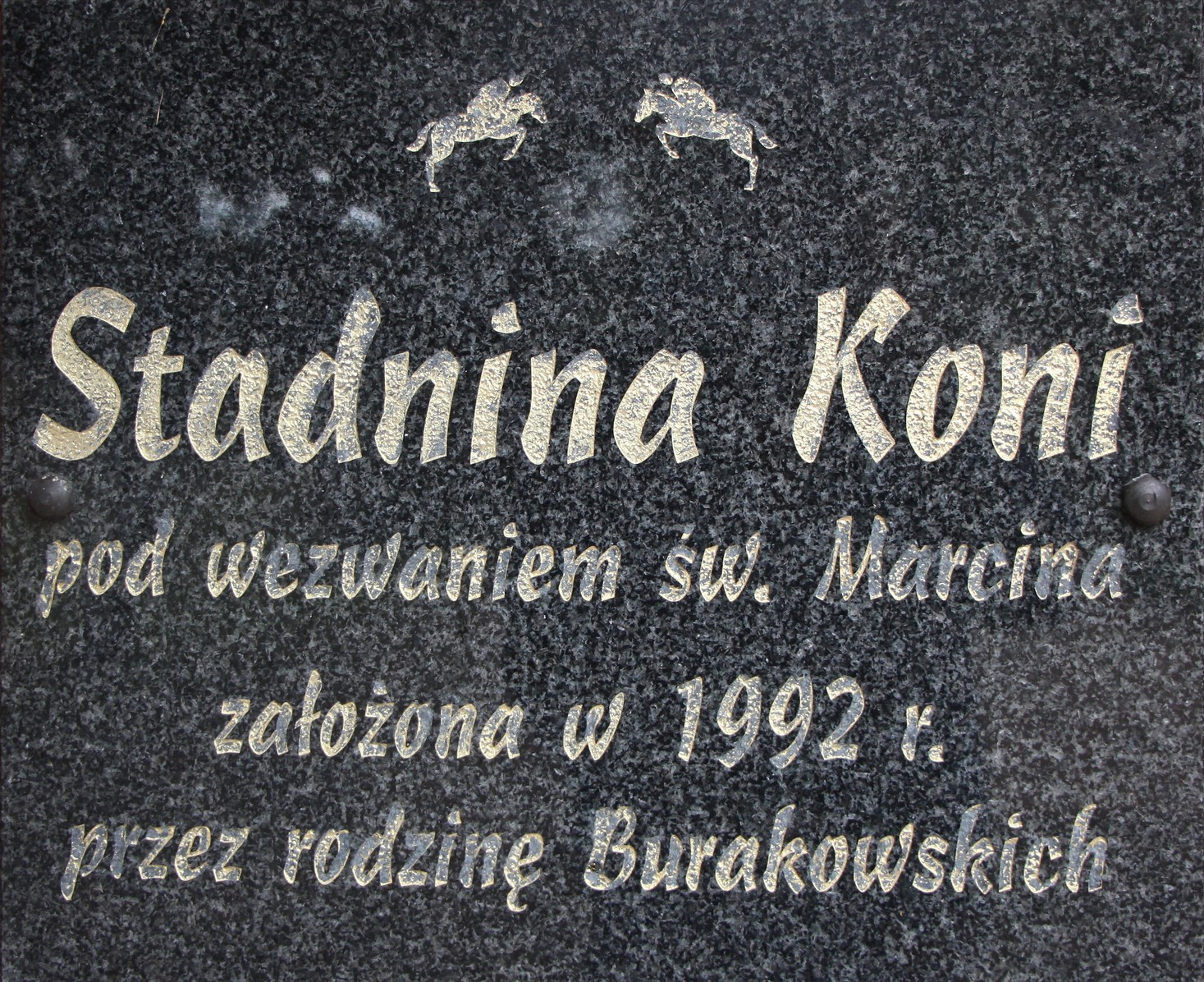
Marmurowa tablica z rokiem powstania KJ Calimero
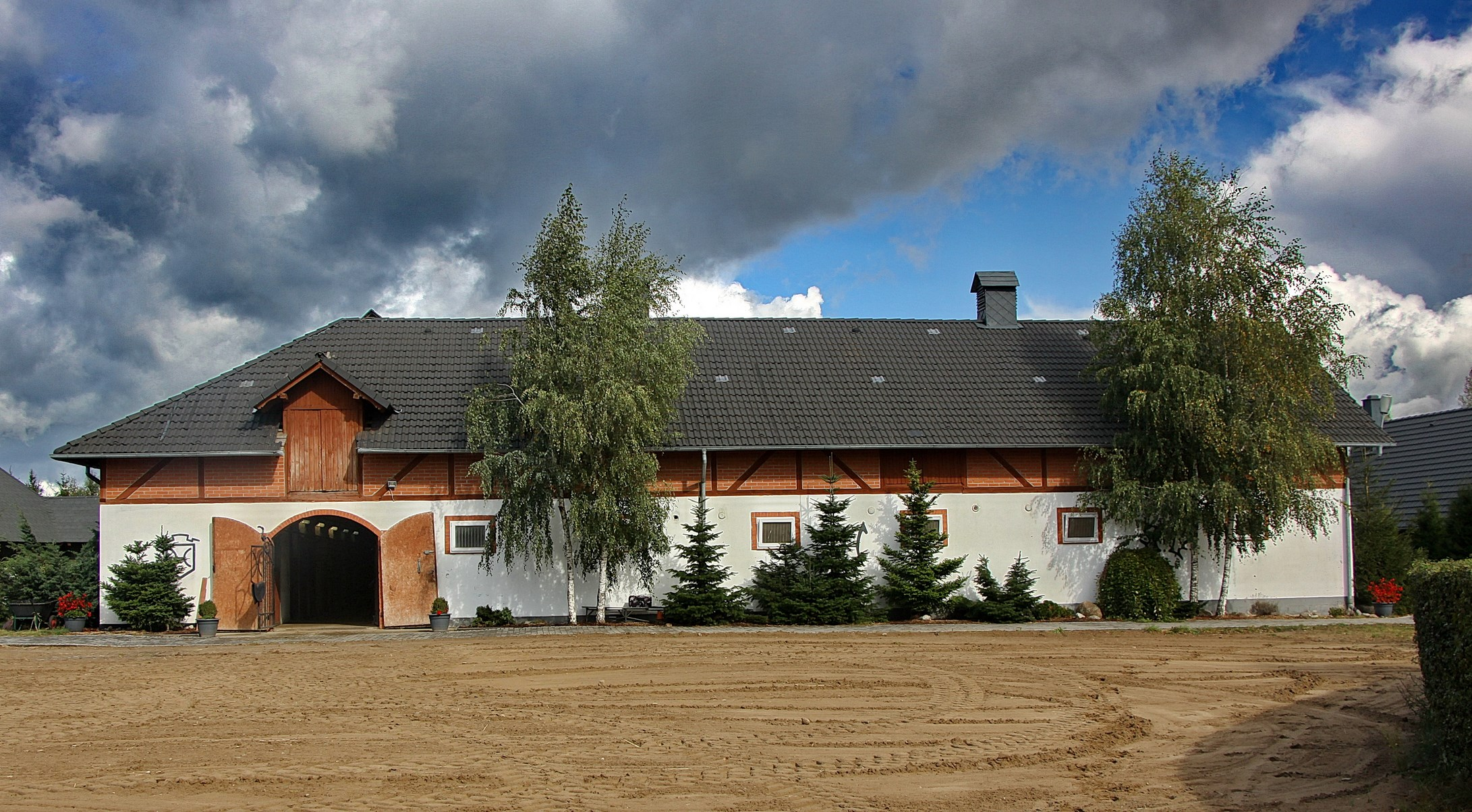
stajnia w Małych Chełmach
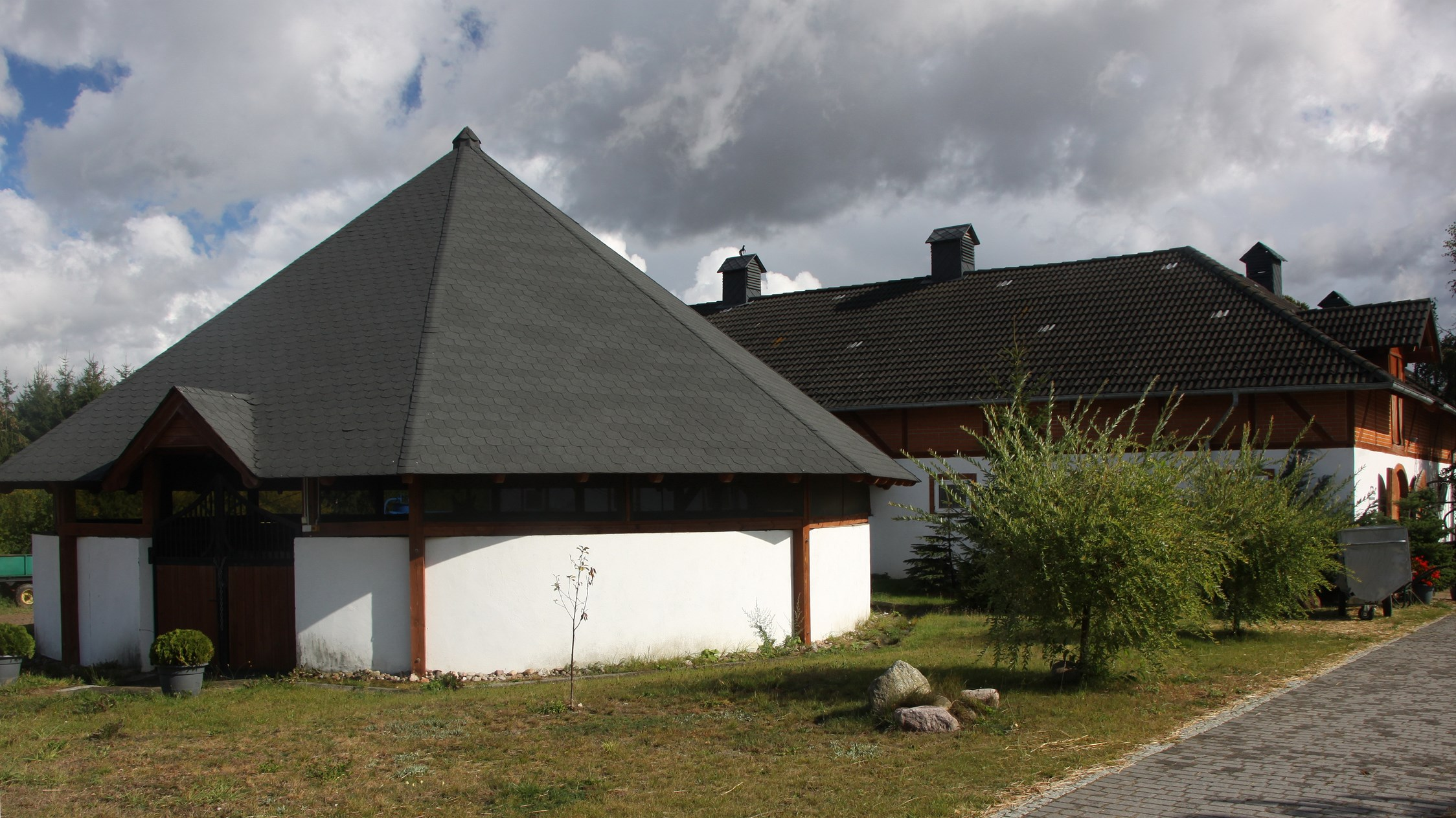
widok na stajnię
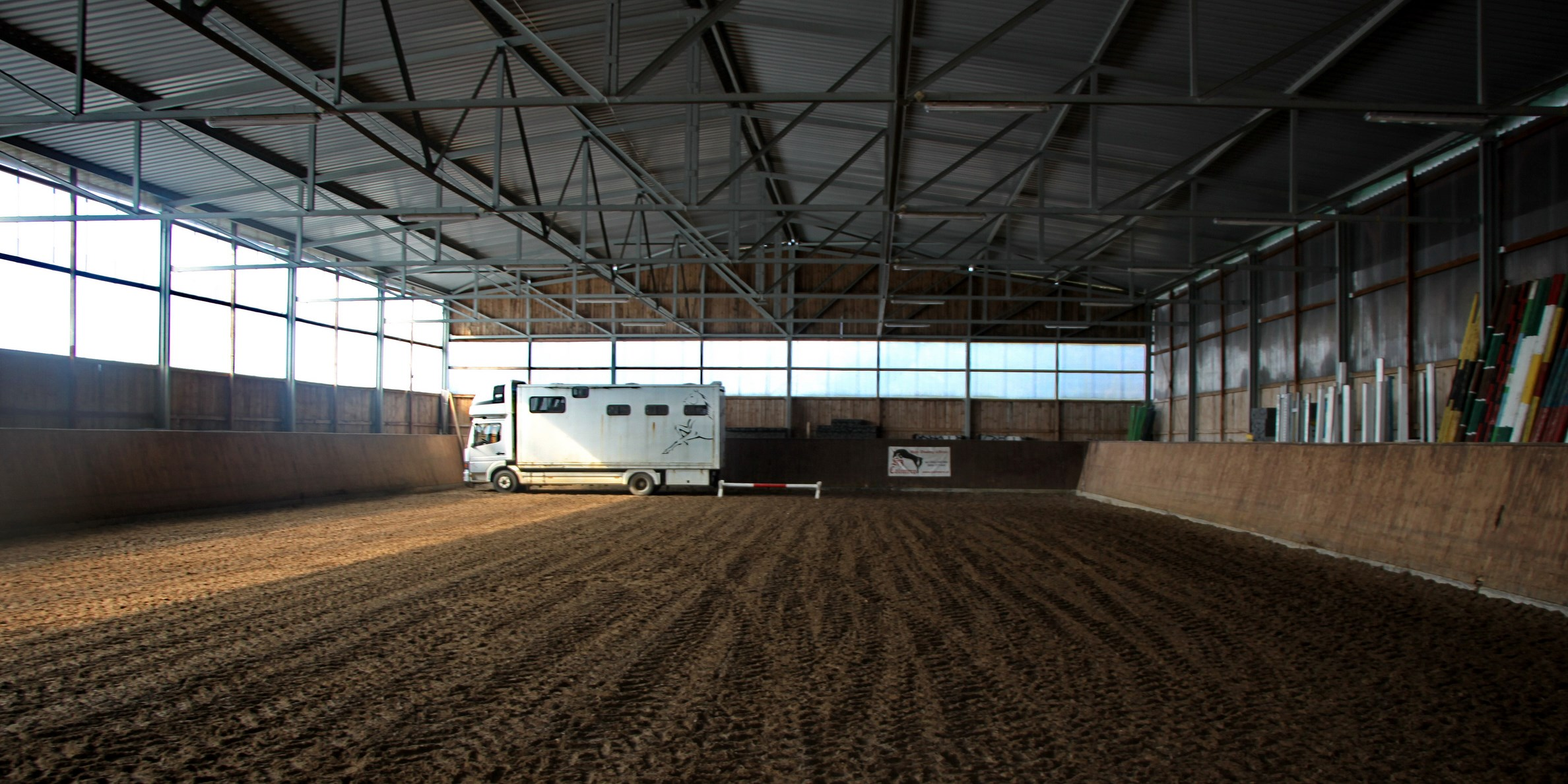
Kryta ujeżdżalnia w Małych Chełmach